# Христолюбова, Нинель Борисовна
Нинель Борисовна Христолюбова - советский и российский цитолог-генетик, заслуженный ветеран СО АН СССР. 

### Биография
Нинель Борисовна Христолюбова родилась 23 февраля 1929 г. в городе Москва. Ее отец, Христолюбов Борис Петрович, был военнослужащим, офицером Советской Армии, членом ВКП(б), он, в должности командира полка, погиб в 1941 г. в Великой Отечественной войне. Мать, Пелагея Петровна, была домохозяйкой.
В 1941 г. Нинель Борисовну с матерью эвакуировали в Костанайскую область (север Казахстана), там в 1947 г. Нинель Борисовна окончила школу с золотой медалью и поступила в МГУ на биолого-почвенный факультет. В 1952 г. защитила диплом, ее научным руководителем был профессор Г.И. Роскин.
Аспирантура прошла в 1953-1955 гг., Нинель Борисовна обучалась в Институте морфологии животных АН СССР им. Северцова, где защитила кандидатскую диссертацию под руководством Г.К. Хрущова. С февраля 1956 г. Н.Б. Христолюбова стала младшим сотрудником в институте.
С 1957 г. Нинель Борисовна устроилась на работу в Институт цитологии и генетики АН СССР младшим сотрудником. Через 2 года стала старшим научным сотрудником; возглавила группу электронной микроскопии. Научными интересами ученой были взаимоотношения ядра и цитоплазмы в процессе клеточных дифференцировок на разных стадиях развития организма. 1959-1961 гг. Н.Б. Христолюбова выполняла обязанности ученого секретаря ИЦиГ. С мая 1965 г. являлась заведующей лаборатории ультраструктуры клетки.
Нинель Борисовна Христолюбова является соавтором учебного пособия «Общая биология» для учителей средней школы. С 1976 г. она стала ученым секретарем специализированного совета по защитам докторских диссертаций.  Нинель Борисовна на протяжении многих лет читала курс по общей биологии в Новосибирском государственном университете.

### Научные работы
- «Функциональная морфология цитоплазматических органелл», Издательство «Наука», 1977.
- Христолюбова Н.Б.  К вопросу об источниках образования островков в имплантатах поджелудочной железы.  //Доклады АН СССР. Т. 11. № 3. 1957.
- Христолюбова Н.Б.  Изучение строения сердечной мышцы в электронном микроскопе.  //Доклады АН СССР. Т. 119. № 1. 1958.
- Христолюбова Н.Б.  Закономерности изменения тонкой структуры ядра и цитоплазмы на разных стадиях развития эмбрионов.  //В кн.: 3-е Всесоюзное совещание по электронной микроскопии. Л. С.111. 1960.
- Христолюбова Н.Б.  Ультраструктура хромосом.  //Известия СО АН СССР. № 2. С.86-97. 1961.
- Христолюбова Н.Б.  Контролируемое изменение физиологической активности определенных участков гигантских хромосом слюнных желез дрозофилы в результате воздействия версена.  //Доклады АН СССР. Т. 138. № 3. С.681-682. 1961.
- Христолюбова Н.Б., Загорская Н.З., Волкова Р.М.  Наследование функциональных изменений определенных участков гигантских хромосом.  //Известия СО АН СССР. № 12. С.87-91. 1961.
- Христолюбова Н.Б..  //Электронная микроскопия сердечной мышцы при ревматизме.  //В кн.: Современные проблемы ревматизма. 1962.
- Холодилов Н.Г., Блинов А.Г., Лихошвай Е.В., Христолюбова Н.Б.  Различные конформационные состояние колициногенной плазмиды hBS103 из E.coli штамма МРЕ 600.  //Сборник «Микробиологические исследования в Западной Сибири». Новосибирск. С. 46-48. 1989.
- Киселева Е.В., Панфилова З.И., Дубровина Н.В., Христолюбова Н.Б., Салганик Р.И.  Структурная организация нуклеотидов покоящихся и прорастающих спор стрептомицетов.  //Сборник «Микробиологические исследования в Западной Сибири». Новосибирск. С. 49-52. 1989.
- Khristolubova N.B. (соавторы Kiseleva E.V., Belyaev D.K., Kulyba N.P. Kozlov A.V.).  A study of isolated metaphase chromosomes microscopy.  //11 the Nuclear work-shop. Abs. Suzdal. USSR. P. 110. 1989.
- Khristolubova N.B.,соавторы Kiseleva E.V., Dudareva N.A., Dikalova A.E., Salganik R.I., Laktionov P.P., RoshkeV.V. , Zaichikov E.F.  The chloroplast genome of Beta vulgaris L.: structural organization and transcriptional activity.  //Plant Science. V. 62. 1. Р. 93-103. 1989.
- Reznik N.A., Yampol G.P., Kiseleva E.V., Khristolyubova N.B., Gruzdev A.D. Possible functional srtuctures in the chromomere. // In book: Nuclear Structure and Function (ed. J.R. Harris and I.B. Zbarsky). Plenum Press. Р.27-30. 1990.
- Resnik N.A., Yampol G.P., Kiseleva E.V. Kristolyubova N.B., Gruzdev A.D. Functional and structural units in the chromomerа. // Genetica. V.83. Р.293-299. 1991.
- Резник Н.А., Ямполь Г.П., Киселева Е.В., Груздев А.Д., Христолюбова Н.Б.  Возможная функциональная роль структуры хромомера. //В книге «Молекулярные механизмы генетических процессов». М. «Наука». С.51-58. 1991.